# Nycterophaeta luna
Nycterophaeta luna là một loài bướm đêm trong họ Noctuidae.